# José Ángel Leyva

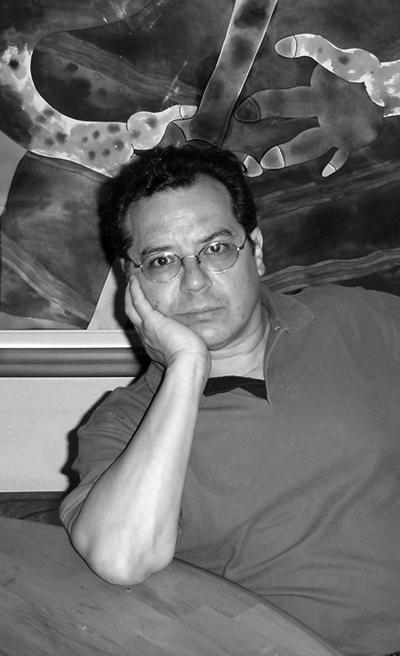
José Ángel Leyva. Foto: Begoña Pulido

José Ángel Leyva, Durango, México, 1958. Poeta, narrador, ensayista, editor y promotor cultural. Se tituló como Médico Cirujano en la Universidad Juárez del Estado de Durango, realizó estudios de maestría en Literatura Iberoamericana en la Universidad Nacional Autónoma de México. Fue codirector de la revista Alforja, es coordinador general de Publicaciones de la Universidad Intercontinental y director general de la revista La Otra.
Fue subdirector de Literatura, Artes Plásticas y Artes Escénicas, Director de Vinculación Cultural y Coordinador de Vinculación Cultural de la Secretaría de Cultura del Gobierno de la Ciudad de México, de 2001 a diciembre de 2005.

Ha sido jurado de numerosos concursos nacionales e internacionales de literatura,  y de las becas que otorga el Fondo Nacional Para la Cultura y las Artes y la Fundación para las Letras Mexicanas, en diversas ediciones (2004, 2006).
Mexking (20 de abril de 2009). «José Ángel Leyva | La Cabra Ediciones». La Cabra Ediciones. Consultado el 18 de enero de 2012. «Biografía de José Ángel Leyva».
Ha dirigido talleres de creación literaria en:

Gandhi Bellas Artes, México, DF.

Chiapas (Coneculta-INBA)

Campeche (Coneculta-INBA)

Casa del Poeta (INBA-Casa del Poeta)

Capilla Alfonsina (INBA)

Facultad de Economía de la UNAM

Forma parte de los Consejos Editoriales de revistas internacionales como:

Agulha, Brasil

Sibila, Brasil

Con-fabulados, Colombia

Comité Consultivo de la Bienal de Ceará

Consejo Consultivo del Festival Internacional de Poesía de Bogotá

Consejo Editorial de Ulrika, revista literaria de Colombia

Área editorial

Director Editorial de Tecnográfica, S.A (1991-1994)

Director de proyectos Editoriales de Juan Pablos Editor. (1998-1999).

Encargado del cuidado editorial de la revista Básica, de la Fundación SNTE (1998-99).

Director Editorial de Agenda de la Ciudad, de la Fundación Arturo Rosenblueth. (1998-99).

Director de Galileo Ediciones desde noviembre de 1999 hasta mayo de 2000.

Fundador y Coordinador General de la Feria del Libro en el Zócalo “La Ciudad un Libro Abierto” (del 2001 al 2005).

Director de Alforja Ediciones.

Director general de la revista La Otra

## Premios y reconocimientos
Premio Nacional de Poesía "Olga Arias" (Gobierno de Durango-Bellas Artes) con el libro Entresueños, en 1990.
Certamen Nacional de Poesía convocado por la Universidad Veracruzana, en 1994.
Premio del XXIX Certamen Nacional de Periodismo, en el área de reportaje cultural, otorgado por el Club de Periodistas de México, en 1999.
Premio"Luis Donaldo Colosio" a las Letras, otorgado por el Estado de Durango, en el 2007.
Premio del XXXVIII Certamen Nacional de Periodismo, en la categoría Periodismo Universitario, otorgado por el Club de Periodistas de México, en el 2008.
Premio Durango al Mérito Literario, 2009.
Miembro de la Comisión dictaminadora del Programa Internacional de Becas de la Fundación Ford (Fundación Equitas de Chile) para la Región Andina y Cono Sur (2009)
Mexking (20 de abril de 2009). «José Ángel Leyva | La Cabra Ediciones». La Cabra Ediciones. Consultado el 18 de enero de 2012. «Curriculum literario de José Ángel Leyva».

## Obra

### Libros de poesía
Botellas de sed (Universidad Autónoma de Sinaloa, 1988); Catulo en el Destierro (UNAM. Col. El ala del tigre, 1993/ reedición en 2006 en Verdehalago-CONACULTA, colección La Centena, 2007, reedición y traducción al francés por Stéphane Cahumet, L´Oreille du Loup, París, 2008); Entresueños (Conaculta/Universidad de Ciencias y Artes de Chiapas, Col. Los cincuenta, 1996); El Espinazo del Diablo (Juan Pablos Editor/ Instituto Municipal del Arte y la Cultura de Durango, 1998); Muestra de poesía, plaquette, Santa Marta, Colombia, 2006; Duranguraños, Alforja-IMAC, 2007;  Aguja, Editorial Aullido,Huelva, España, 2009, Levante Editori-Bari, Roma,  Italia, 2009, Écrites des Forges-Mantis Editores, Quebec-México, 2009; La eternidad no existe, Universidad Nacional de Colombia, 2009.
Mexking (20 de abril de 2009). «José Ángel Leyva | La Cabra Ediciones». La Cabra Ediciones. Consultado el 18 de enero de 2012. «Curriculum literario de José Ángel Leyva».

### Otros Libros
El admirable caso del médico curioso: Claude Bernard (Pangea Editores, 1991), El Naranjo en flor. Homenaje a los Revueltas (Descentralización de CONACULTA y Gobierno del Estado de Durango, 1994); Lectura del mundo nuevo (Universidad Autónoma de Sinaloa, 1996); El Politécnico, un joven de 60 años (IPN, 1996); El Naranjo en flor. Homenaje a los Revueltas (segunda edición corregida y aumentada), Ediciones sin nombre, Juan Pablos Editor e Instituto Municipal del Arte y la Cultura de Durango, 1999 (tercera edición, SEP-Biblioteca de Aula, 2004); la novela La noche del jabalí (Fábulas de lo efímero),  Editorial Praxis, 2002;  Taga el papalote (libro para niños), Libros de Godot, México, 2005. La sombra de lo que va a suceder. Pintura de Guillermo Ceniceros, edit. Praxis, 2006; Guillermo Ceniceros, setenta años, La Cabra Ediciones, 2009.

Coordinó y forma parte de los libros Versoconverso (Poetas entrevistan a poetas mexicanos), México, 2000;  Versos comunicantes I y II (Poetas entrevistan a poetas iberoamericanos) Ediciones Alforja y UAM, 2001, 2005. Versos Comunicantes III (Poetas entrevistan a poetas iberoamericanos), en prensa Alforja, Universidad Autónoma de Nuevo Léon (2008).

Coordinó las antologías de la serie Poesía en el Andén; un  total de 24 títulos. Fue además antologador de los títulos: Rumor de alas. Poesía de ángeles; Sin límite ni puerta. Poesía de los sueños (en coautoría con Begoña Pulido); Beso a verso. Besos, besos, besos; Poemas de ángeles caídos; Poemas sobre la Gula, y Poemas de la Pereza (en coautoría con Carlos Maciel), bajo el sello de Alforja, en el 2006. Es autor de la antología Poemas al viento, La  Cabra Ediciones y Municipio de Ecatepec, 2008.
Mexking (20 de abril de 2009). «José Ángel Leyva | La Cabra Ediciones». La Cabra Ediciones. Consultado el 18 de enero de 2012. «Curriculum literario de José Ángel Leyva».

### Antologías
Anuarios de poesía: 1988-89, 1990 INBA), 2005, 2006, 2007 (FCE).

Jerome Seregni (Editor), Las palabras pueden. Los escritores y la infancia. UNICEF, Bogotá, 2007.

Antología de Poesía Mexicana (coordinada por Marco Antonio Campos), Visor, España, 2009.

Antología de poesía mexicana, publicada en Italia, coordinada por Emilio Coco.

Mexking (20 de abril de 2009). «José Ángel Leyva | La Cabra Ediciones». La Cabra Ediciones. Consultado el 18 de enero de 2012. «Curriculum literario de José Ángel Leyva».

### Diccionarios
Humberto Musacchio,Milenios de México,  Hoja Casa Editorial, 1999
Aurora Ocampo, Diccionario de escritores mexicanos, siglo XX, Instituto de investigaciones Filológicas, UNAM
INBA, Coordinación de Literatura
Diccionario Barsa
Armando Pereira y Claudia Albarrán, Diccionario de Literatura Mexicana.
Mexking (20 de abril de 2009). «José Ángel Leyva | La Cabra Ediciones». La Cabra Ediciones. Consultado el 18 de enero de 2012. «Curriculum literario de José Ángel Leyva».

### Revistas
Ha dirigido revistas como Información Científica y Tecnológica (ICYT),  de CONACyT, de 1992 a 1994; Nuestro Ambiente, de 1990 a 1991; Mundo, culturas y gente, de 1991 a 1994; Memoria (del CEMOS), de 1994 a 1998; Fundación Arturo Rosenblueth, 1999 a 2000; fue miembro fundador desde 1997, y co-director de la revista de poesía Alforja desde el 2000 hasta que terminó en el 2008; es director general de la revista La Otra (de poesía y artes visuales) en sus versiones digital e impresa; es coordinador de Publicaciones de la Universidad Intercontinental (desde el 2006), director de la revista UIC. Foro Multidisciplinario de la Universidad Intercontinental, Editor de la Revista Intercontinental de Psicología y Educación.
Ha publicado en revistas internacionales de prestigio como:

Casa Silva de Poesía, Colombia

Común Presencia, Colombia

Arquitrave, Colombia

Sibila, Brasil

Agulha, Brasil

Sibila, Brasil

Fornix, Perú

Martín, Perú

Nómada, Argentina

Manija, número especial dedicado a una muestra de su poesía, Costa Rica

Matérika, revista de Costa Rica

Hofstra, Hispanic Review, de Ofstra University, Estados Unidos.

Poezia, Rumania

Pagine, revista di poesia internazionale, luglio-novembre, 2008, Italia.

Okolica Poetów (28-29), Polonia, 2009.

Mexking (20 de abril de 2009). «José Ángel Leyva | La Cabra Ediciones». La Cabra Ediciones. Consultado el 18 de enero de 2012. «Curriculum literario de José Ángel Leyva».

## Festivales internacionales
a los que ha sido invitado:

Poetas del Mundo Latino, en Oaxaca y en Morelia:

1999, en Oaxaca.

2004, mesa de Homenaje a Hugo Gutiérrez Vega, en Morelia.

2005, mesa de homenaje a Juan Gelman, en Morelia.

2007, mesa de Homenaje a Juan Bañuelos, en Morelia.

2008, mesa de homenaje a Lêdo Ivo, en Morelia y en Aguascalientes.

1993, Encuentro Internacional de Escritores en Monterrey.

2002, Feria Internacional del Libro de Bogotá, lectura en Casa Silva.

2003, Festival Internacional de Poesía de Bogotá.

2004. Invitado a la Biblioteca Nacional José Martí, de La Habana, Cuba,  para presentar la novela la Noche del Jabalí.

2005, Festival Internacional de Poesía de Bogotá.

2007, Festival Internacional de Poesía de Medellín.

2007, Festival Internacional de Poesía, dentro de la Feria del Libro, en República Dominicana.

2007, Encuentro de gestores y poetas en Fortaleza, Ceará, Brasil.

2007, Encuentro internacional Fliporto, en Porto de Galinhas, en Pernambuco, Brasil en el 2007.

2007, Literatura en el Bravo, Ciudad Juárez, homenaje a José Emilio Pacheco.

2008, Festival Internacional de Poesía de Bogotá, dedicada a la poesía mexicana, con homenaje a Eduardo Lizalde.

2008, Literatura en el Bravo, Ciudad Juárez, homenaje a Eduardo Lizalde.

2008, Bienal del Libro en Fortaleza Ceará, Brasil, noviembre de 2008.

2009, XVII Festival Internacional de Poesía de Bogotá.

2009, Literatura en el Bravo, Ciudad Juárez, mesa de homenaje a Juan Gelman.

2009, Otoño Cultural y Bibliodiversidad en Huelva, España.

Mexking (20 de abril de 2009). «José Ángel Leyva | La Cabra Ediciones». La Cabra Ediciones. Consultado el 18 de enero de 2012. «Curriculum literario de José Ángel Leyva».

## Información relacionada
```
   
Curriculum literario

   
Poesía en voz alta – Video de José Ángel Leyva

   
Semblanza en Ediciones sin nombre

   
Jornal de Poesia – Banda Hispânica

   
Diccionario biobibliográfico de escritores de México – CNL
 
(
enlace roto
 disponible en 
Internet Archive
; véase el 
historial
, la 
primera versión
 y la 
última
).

   
Breve biografía en artepoetica

   
Entrevista con audio
```

- Datos: Q5946582